# جابر بن عبدالله الصباح
جابر بن عبدالله الصباح (به عربی: جابر بن عبد الله الصباح) (زاده ۱۷۷۰) سومین حکمران کویت بوده است. او در سال ۱۸۱۴ حکمران کویت شد و در سال ۱۸۵۹ درگذشت.